# Vinstri
Vinstri of Vinstre is een meer bij Øystre Slidre in Jotunheimen in het district Valdres in de provincie Innlandet in Noorwegen.
Ten noorden ligt het meer Gjende. Langs het meer loopt de weg Jotunheimvegen.
|  |